# Monture Leica R

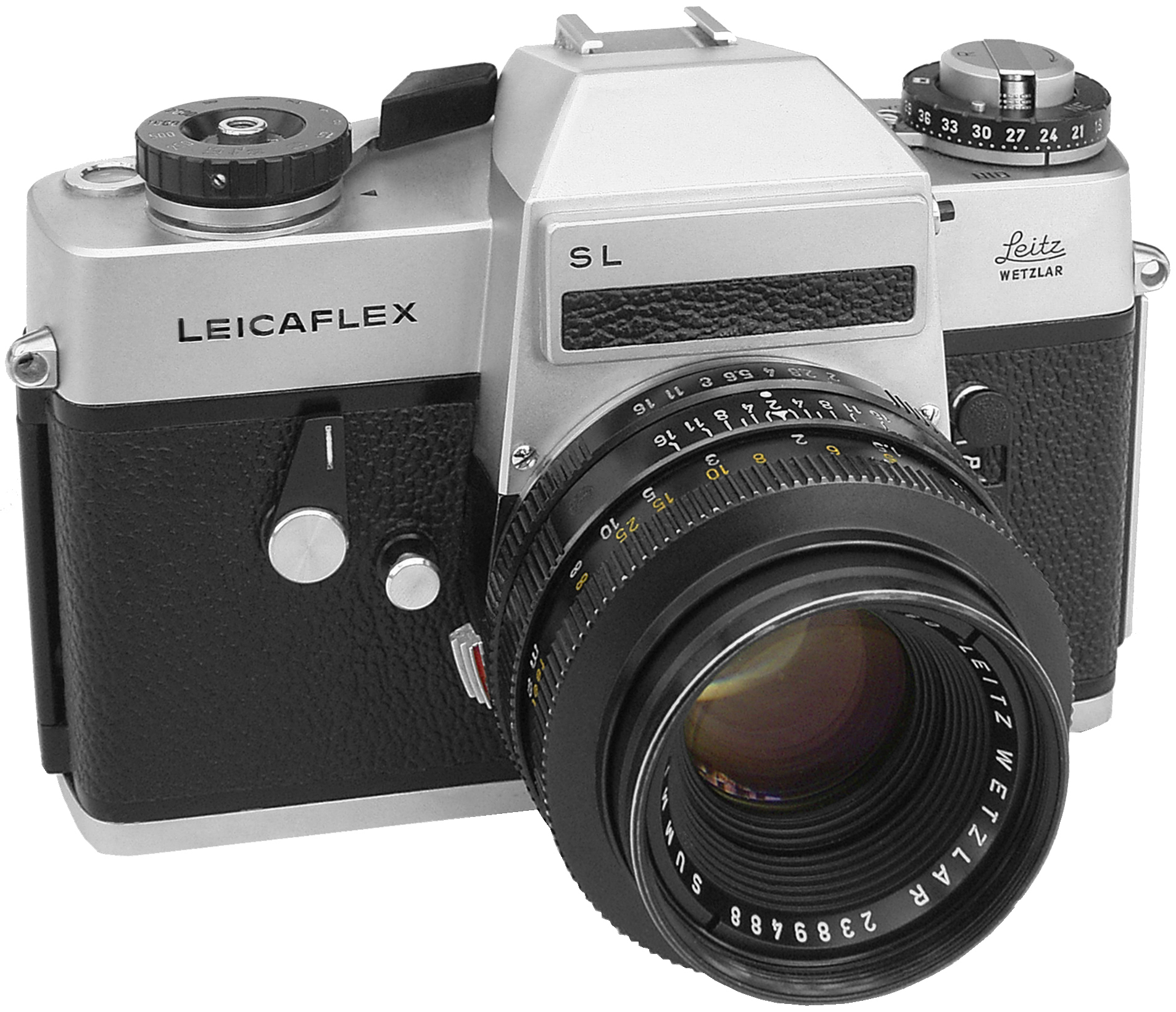
Un appareil Leicaflex SL équipé d'un objectif 50 mm à monture R

La monture Leica R à baïonnette est un système de monture d'objectif d'appareil photo introduit par Leitz en 1964 pour ses appareils reflex. La monture R est la méthode standard de connexion d’un objectif à la série Leica R d’appareils photo reflex mono-objectif 35 mm.
La monture des appareils de la série Leica R est issue de celles utilisées pour les appareils photo reflex Leicaflex (en), Leicaflex SL et Leicaflex SL2, mais en diffère par les cames utilisées pour communiquer les informations d’ouverture de l’objectif à l’appareil photo. Les objectifs à 3 cames sont compatibles avec tous les appareils photo reflex Leica, tandis que les objectifs dits "R uniquement" ont une forme de monture légèrement différente qui ne s’adaptera pas aux appareils photo précédents,.
Le tirage mécanique (distance entre la monture et le film) est de 47 mm.
Le 5 mars 2009, Leica a annoncé son intention d’arrêter la production de son reflex à mise au point manuelle et de ses objectifs de la série R,.

## Boîtiers en monture R

### Série Leicaflex
| Image | Nom            | Année     | Exposition                                | Notes |
| ----- | -------------- | --------- | ----------------------------------------- | --- |
|       | Leicaflex (en) | 1964–1968 | Manuelle                                  | * Le premier reflex à monture R                                                                                           |
|       | Leicaflex SL   | 1968–1974 | Manuelle Mesure TTL de l'exposition (TTL) | * "SL" signifie selective light (lumière sélective)                                                                       |
|       | Leicaflex SL2  | 1974–1976 | Manuelle TTL                              | * Cellule plus sensible et modifications de l'articulation du miroir pour permettre l'utilisation d'objectifs grand angle |

### Série Leica R
| Image | Nom      | Année     | Exposition | Notes |
| ----- | -------- | --------- | --- | --- |
|       | Leica R3 | 1976–1979 | Manuelle Priorité ouverture | * Développé en coopération avec Minolta. * Basé sur le Minolta XE (en).                                         |
|       | Leica R4 | 1980–1986 | Manuelle Priorité ouverture, semi-automatique Priorité vitesse, semi-automatique Programme automatique                                      | * Basé sur le Minolta XD-7.                                                                                     |
|       | Leica R5 | 1986–1991 | Manuelle Priorité ouverture, semi-automatique Priorité vitesse, semi-automatique Programme automatique                                      | * Mesure d'exposition du flash TTL automatique                                                                  |
|       | Leica R6 | 1987–1996 | Manuelle | * Obturateur mécanique, utilise la pile uniquement pour alimenter la cellule.                                   |
|       | Leica R7 | 1991–1996 | Manuelle Priorité ouverture, semi-automatique Priorité vitesse, semi-automatique Programme automatique                                      | * Fonctionnement automatique du flash.                                                                          |
|       | Leica R8 | 1996–2002 | Manuelle Priorité ouverture, semi-automatique Priorité vitesse, semi-automatique Programme automatique Mesure de la pré-exposition au Flash | * Conçu comme une rupture nette par rapport à la génération précédente d'appareils Leica R et conçu en interne. |
|       | Leica R9 | 2002–2009 | Manuelle Priorité ouverture, semi-automatique Priorité vitesse, semi-automatique Programme automatique Mesure de la pré-exposition au Flash | * Les changements de l'électronique offrent la possibilité d'ajuster la sensibilité de la mesure matricielle.   |

## Montures Leica R
1 came
Les premiers objectifs Leicaflex à 1 came possédaient une seule came inclinée pour communiquer le réglage d'ouverture au boîtier. Ils peuvent utilisés sur les appareils suivants SL / SL2 et série R en mode mesure "stop-down" uniquement. Leica déconseille l'utilisation des objectifs à 1 came sur les appareils R8 ou R9 à cause du risque d'endommagement des contacts ROM du boîtier. Les objectifs à 1 came peuvent être équipés avec 2 cames, 3 cames, ou avec la came R et les contacts ROM (en remplaçant les cames inclinées).
2 cames
Les objectifs à 2 cames ont deux cames inclinées pour les Leicaflex SL et SL2 avec mesure TTL et sont totalement compatibles avec les Leicaflex originaux. Ils peuvent être utilisés sur les appareils de la série R avec les mêmes limitations et précautions qu'avec les objectifs à 1 came et peuvent également être équipés avec les cames plus récentes.
3 cames
Les objectifs à 3 cames ont été introduits avec les appareils de la série R et possèdent les deux anciennes cames inclinées et une troisième "came R" étagée qui transmet l'information d'ouverture. Ils fonctionneront sur tous les reflex Leica puisqu'ils possèdent les trois connexions mécaniques.
R Only (R uniquement)
Ces objectifs ont uniquement la came étagée et fonctionnent uniquement sur les appareils de la série R. La monture est de manière délibérée légèrement incompatible avec celle des appareils Leicaflex et ne se monte pas. Ils peuvent être convertis en ROM par un technicien.
ROM
Ces objectifs ont uniquement la came R étagée et des contacts électriques qui communiquent la focale à l'appareil. Cette fonction est uniquement supportée par les R8/R9 bien que les objectifs soit totalement compatibles avec tous les appareils de la série R. Cette information supplémentaire est utilisée pour l'exposition au flash et communiquée au boîtier flash où elle peut être utilisée pour fixer correctement la puissance et le zoom du flash, ainsi qu'au Digital Module (dos numérique) optionnel permettant l'enregistrement de la focale de l'objectif aves les autres données d'image.
Les objectifs plus anciens à 1, 2, ou 3 cames peuvent être convertis en ROM mais cela entraîne la suppression des deux cames inclinées, ce qui signifie que l'objectif n'est plus compatible avec les appareils de la série Leicaflex.
Tableau
|         | Leicaflex | SL/SL2 | R3-R7 | R8-R9 |
| ------- | --------- | ------ | ----- | ----- |
| 1 Came  |           |        |       | !     |
| 2 Cames |           |        |       | !     |
| 3 Cames |           |        |       |       |
| R Only  |           |        |       |       |
| ROM     |           |        |       | +     |

| + | Mesure à pleine ouverture + données ROM                               |
|   | Mesure à pleine ouverture                                             |
|   | Mesure "stop-down"                                                    |
| ! | Mesure "stop-down", endommagement possible des contacts de l'appareil |
|   | Ne se monte pas                                                       |

### Utilisation sur d'autres appareils
Le tirage mécanique de 47 mm est relativement grand, ce qui signifie que peu d'objectifs d'autres systèmes peuvent être adaptées sur un Leica R et conserver la mise au point à l'infini, mais les objectifs R peuvent être convertis pour d'autres systèmes. Le tirage est seulement de 0,5 mm supérieur à celui de la monture Nikon F, ce qui n'est pas suffisant pour fabriquer un adaptateur fonctionnel ; cependant, au moins un appareil Nikon a été modifié et équipé d'une monture à baïonnette Leica R pour utiliser des objectifs R, et au moins deux fabricants produisent des montures de remplacement, permettant à beaucoup d'objectifs Leica R d'être utilisés sur diverses séries de reflex, tels que les appareils Nikon à monture F.
Pour cela, les cames doivent être retirées, ce qui n'est pas toujours possible (par exemple sur les premiers Elmarit-R f/2.8 35mm). La monture peut également être usinée pour permettre le déplacement libre de la came restante. Parfois, il est judicieux de restaurer la bague anti-réflexion noire interne, pour éviter les réflexions au sein du mécanisme de mise au point (par exemple sur les Elmarit-R f/2.8 90mm ou Elmarit-R f/2.8 135mm). Un autre point de vigilance est de vérifier que la protrusion du groupe de lentilles arrières ne vienne pas heurter le miroir du reflex cible. Sur certains appareils Nikon, cela peut constituer un problème.
Des puces électroniques peuvent également être rajoutées pour communiquer la distance focale et l'ouverture maximale au boîtier, ce qui fournit l'Exif dans les appareils numériques.
Plusieurs fabricants ont produit des bagues d'adaptation pour permettre aux appareils Canon EOS (tirage de 44 mm) d'utiliser les objectifs R ; ces derniers ne fonctionnent qu'en mode de mesure d'exposition "stop-down" mais fonctionnent bien si une utilisation rapide n'est pas nécessaire.